# Franklin Story Conant
Franklin Story Conant (Boston, 21 settembre 1870 – Boston, 13 settembre 1897) è stato un biologo statunitense.
Conant è conosciuto per il suo studio della meduse Cubozoa, della loro embriologia e fisiologia.
Ha studiato all'Università della Carolina del Sud, per laurearsi in arte nel 1893 e poi alla Johns Hopkins University, dove si è dottorato nel 1897. Alla Johns Hopkins ha ottenuto l'allora prestigiosa borsa Adam T. Bruce nel 1897.
Quando, nel 1894 è entrato alla Johns Hopkins University, si è subito unito al gruppo di studenti in zoologia, che stavano allora lavorando al laboratorio di biologia marina di Beaufort sotto la direzione di William K. Brooks. Lì si dedica allo studio dei Chetognati, dei quali identifica alcune nuove specie che pubblica in Description of Two New Chaetognaths (1895) e Notes on the Chaetognaths (1896). Durante un breve periodo estivo, assume la direzione del laboratorio zoologico Chesapeake a Port Henderson, in Giamaica. Nei mesi di giugno e luglio identifica e descrive due nuove specie, una, molto simile alla Carydbea marsupialis dell'Atlantico e del Mediterraneo, la C. xaymacana e l'altra dotata di quattro gruppi di tre tentacoli, la Tripedalia cystophora.
Studia quindi, assieme al collega e coetaneo Hubert L. Clark, il sistema nervoso del granchio Callinectes hastatus, mettendo alla luce un complesso meccanismo nervoso di controllo del battito cardiaco. Ma è il suo studio sulle Cubomeduse che lascerà più dei lavori precedenti una traccia nella letteratura scientifica.
Immediatamente dopo aver ottenuto il dottorato nel giugno 1897, Conant si imbarca per la Giamaica per raggiungere il laboratorio zoologico Chesapeake a Port Antonio per continuare lo studio iniziato l'anno prima di nuove specie di meduse. Conant è poco fortunato: nelle prime settimane non riesce a catturare esemplari di Carybdeidae; è solo il 7 agosto che riesce ad individuare un folto gruppo di meduse, dragando verso East Harbor a bordo di un piroscafo.  Nelle settimane successive, studia lo sviluppo e la fisiologia del ropalio delle Cubomeduse, facendo esperimenti nel laboratorio di Port Antonio e raccogliendo un buon numero di esemplari e di appunti per una successiva pubblicazione. Il direttore della spedizione, James E. Humprey si ammala e muore nell'arco di pochi giorni, il 12 agosto; Franklin Conant assume di conseguenza la direzione del gruppo. Ammalatosi a sua volta di febbre gialla, Conant si imbarca per Boston il 6 settembre, dove arriva pochi giorni prima di soccombere alla malattia.
Nei mesi successivi, saranno organizzati eventi in sua memoria alla Johns Hopkins University e i suoi lavori pubblicati. I suoi appunti incompleti sono confidati a Edmund W. Berger, allora studente di William Brooks, per una pubblicazione postuma che avviene nel 1900.

## Opere
- E. W. Berger, Physiology and Histology of the Cubomedusae including Dr. F. S. Conant's notes on Physiology, collana Memoirs of the Biological Laboratory of the Johns Hopkins University, Baltimora, The Johns Hopkins press, 1900, ISBN non esistente. URL consultato il 30 luglio 2016.
- F. S. Conant, The Cubomedusae, collana Memoirs of the Biological Laboratory of the Johns Hopkins University, IV, 1, Baltimora, The Johns Hopkins press, 1898, ISBN non esistente. URL consultato il 25 luglio 2016.
- F. S. Conant, Notes on the Chaetognaths, Johns Hopkins Univ. Circ., 1896.
- F. S. Conant, Description of two new Chaetognaths: Spadella schizoptera and Sagitta hispida, Johns Hopkins Univ. Circ., 1895.